# الدمينة (العدين)

تعديل مصدري - تعديل

الدمينة محلة تابعة لقرية قمفة، التابعة لعزلة خباز بمديرية العدين إحدى مديريات محافظة إب في الجمهورية اليمنية، بلغ تعداد سكانها 44 حسب تعداد اليمن لعام 2004.